# Søren Lyder Jacobsen
Søren Lyder Jacobsen (født 15. januar 1947 i København) er en dansk officer, kammerherre og klosterforvalter.
Søren Lyder Jacobsen er søn af købmand Jacob Lyder Jacobsen (død 1995) og hustru overassistent Edith Margrethe J. f. Hansen (død 1987). I 1965 blev han student fra Akademisk Studenterkursus. Han blev premierløjtnant ved Sjællandske Telegrafregiment i 1969, kaptajn i 1974, major i 1981, oberstløjtnant i 1988 og oberst i 1998. 
Han gennemgik Taktisk Kursus ved Forsvarsakademiet i 1974, pilotuddannelse på Flyveskolen på Flyvestation Avnø i 1974, helikopteruddannelse på US Army Aviation School på Fort Rucker, Alabama i 1976, generalstabskursus ved US Command and General Staff College, Fort Leavenworth, Kansas i 1982 og Defence Ressources Management Course ved US Naval Postgraduate School, Monterey, Californien i 1982.
Han forrettede geledtjeneste til 1974, herunder ved Det Danske FN-Kontingent på Cypern i 1973. I 1974 blev han pilot ved Hærens Flyvetjeneste. Han har gjort tjeneste som sagsbehandler ved Hærstabens Studie- og Udviklingssektion i 1982-85 og ved Forsvarsministerens Rådgivnings- og Analysegruppe i 1985-88. Han var bataljonschef i 1988-89, chef for det danske FN-Kontingent på Cypern i 1989, stedfortrædende chef for FNs Observatørmission i Indien-Pakistan 1991-92, chef for Forsvarsstabens Analysesektion i 1992-94, forsvarsattaché i Warszawa 1994-98, chef for Operationsafdelingen i Hærens Operative Kommando 1998-2000 og militær ekspert ved EUs Militære Stab 2000-03. I 2003 blev han udnævnt til chef for Hendes Majestæt Dronningens Adjudantstab, Dronningens militære rådgiver og bindeled mellem Hoffet og Forsvaret. Han blev udnævnt til kammerherre samme år.
I 2007 faldt han for 60-års aldersgrænsen og tog sin afsked fra Forsvaret. Herefter blev han ansat som projektansvarlig for Den Kongelige Livgardes 350-års jubilæum i 2007-08 og siden 2008 har han været klosterforvalter ved Roskilde Kloster, Den Skeel-Juel-Brahe'ske Stiftelse.
Han var doyen for Forsvarsattachékorpset i Warszawa i 1995-98, formand for den internationale militære arbejdsgruppe til støtte for opbygningen af den baltiske fredsbevarende bataljon i 1998-2000, medlem af Forsvarets Værnsfælles Bedømmelsesråd i 2003-07 og formand i perioden 2004-07. 
Han er sekretær i Le Souvenir Français, Den Danske Komité, medlem af Himmelev Menighedsråd, medlem af styrelsen for Schubertselskabet og formand for Folkeuniversitetskomitéen i Roskilde.
Han blev i 1968 gift med overlærer Lisbeth Lyder Jacobsen. 

## Ordner og medaljer
- Kommandør af 1. grad af Dannebrogordenen
- Hæderstegn for Hæren (40 år)
- Fredsprismedaljen
- FN-medaljen, UNFICYP
- FN-medaljen, UNMOGIP
- Den Polske Republiks Fortjenstorden
- Storofficer af Adolph af Nassaus Civile og Militære Fortjenstorden
- Stara Plantina